# 側額後鰭金眼鯛
側額後鰭金眼鯛為輻鰭魚綱金眼鯛目吉伯鯛科的其中一種，分布於印度西太平洋區，包括東非、葛摩、薩摩亞群島、法屬波里尼西亞等海域，為深海魚類，棲息深度750-2000公尺，體長可達13公分。